# Cassytha racemosa
Cassytha racemosa är en lagerväxtart som beskrevs av Christian Gottfried Daniel Nees von Esenbeck. Cassytha racemosa ingår i släktet Cassytha och familjen lagerväxter.

## Underarter
Arten delas in i följande underarter:
- C. r. muelleri
- C. r. pilosa